# Ciclo vital dos documentos
Na arquivologia, o ciclo vital dos documentos, por vezes referido como teoria das três idades, é um modelo teórico segundo a qual todo documento de arquivo passa por um ou mais períodos, caracterizados pela frequência e pelo tipo de utilização que dele é feita.
Esse conceito decorre da interpretação da teoria da avaliação, desenvolvida por Schellenberg no pós-guerra - Segunda Guerra Mundial (1939-1945). Com o aumento exponencial na produção documental, surgiu a necessidade de desenvolver uma metodologia que permitisse melhorar a recuperação da informação necessária à tomada de decisão e otimizar o uso dos espaços administrativos para a guarda de documentos. A partir do conceito do ciclo de vida dos documentos desenvolveu-se a teoria das três idades, uma estratégia de organização documental que reparte o ciclo de vida documental em três fases ou idades (corrente, intermediária e permanente).
Arquivo corrente (primeira idade): segundo o Dicionário de Terminologia Arquivística, é o "conjunto de documentos estritamente vinculados aos objetivos imediatos para os quais foram produzidos e recebidos no cumprimento de atividades fim e meio e que se conservam junto aos órgãos produtores em razão de sua vigência e da freqüência com que são por eles consultados". Essa idade corresponde a: produção do documento; tramitação; finalização do seu objetivo; guarda.
Arquivo intermediário (segunda idade): "conjunto de documentos originários de arquivo corrente, com uso pouco frequente, que aguardam, em depósito de armazenamento temporário, sua destinação final". Os documentos são ainda conservados por razões administrativas, legais ou financeiras. É uma fase de retenção temporária que se dá por razões de precaução.
Arquivo permanente (terceira idade): "conjunto de documentos custodiados em caráter definitivo, em função do seu valor" . Constitui-se de documentos produzidos em geral há mais de 25 anos pelas instituições administrativas públicas ou privadas.